# Cheshire Phoenix
I Cheshire Phoenix sono una società cestistica avente sede a Chester, in Inghilterra.
Milita nella massima divisione del Regno Unito, la British Basketball League.
In precedenza la squadra ha avuto altre denominazioni: Cheshire Jets, Chester Jets e Ellesmere Port Jets.

## Palmarès
- British Basketball League: 1

2001-2002
- BBL Trophy: 1

2024